# Sten Niclasson
Sten Niclasson, folkbokförd Sten Algot Niklasson, född 14 oktober 1955 i Västra Frölunda, är en svensk operasångare (basbaryton), violinist, regissör och grundare av Opera på Skäret, där han är verksam som VD.

## Biografi
Sten Niclasson började som musiker och blev sedan operasångare. Han började därefter att regissera och skapade 2003 Opera på Skäret i Ljusnarsbergs kommun.  Efter studier i violin för Sven Karpe, Gösta Finnström, André Gertler, Max Rostal och Salvatore Accardo var han under tio år verksam som violinist och altviolinist, bland annat i Radiosymfonikerna och Kungliga Hovkapellet.[källa behövs]
Samtidigt utbildade han sig till operasångare med Erik Saedén, Solwig Grippe, Enzo Florimo och Dan H. Marek som lärare. Han debuterade på Vadstena-Akademien och har gjort över fyrtio operaroller, som till exempel Germont i La Traviata, titelrollen i Eugen Onegin, Figaro och greve Almaviva i Figaros bröllop, Alberich i Rhenguldet och Marcello i La Bohème. Han har också framträtt med konsertprogram. [källa behövs]
Efter femton år på scenen blev han regissör och arbetade parallellt som operasångare och regissör. Omkring millennieskiftet var han verksam vid Smålands Musik och Teater, där han också var musikdramatisk chef med fler än tio operauppsättningar samt musikaler och operetter, bland andra Rigoletto, Aida, Tosca, Pajazzo, Carmen och Lucia di Lammermoor.

## Familj
Han är son till evangelisten Algot Niklasson och bror till musikern och tv-producenten Richard Niklasson.
Han är gift sedan 1976 med Anna-Carin Niclasson (född 1953) och har två barn. Tillsammans med hustrun gav han 1990 ut skivan Julhögtid – klassiska julsånger.

## Diskografi i urval
- 1988 – Figaros bröllop (kassett)
- 1990 – Julhögtid – klassiska julsånger (CD) (Cymbal & SACN)
- 2010 – Kammarmusik – musik för miljön 2010 (CD), medverkar på Stefan Lindgrens skiva